# 诺里尔斯克铁路
诺里尔斯克铁路（羅馬化：Norilskaya zheleznaya doroga）是俄罗斯联邦诺里尔斯克的一条单轨铁路。连接诺里尔斯克工矿区与叶尼塞河杜金卡港。为诺里尔镍矿企业所有。
1936年建成时为1000毫米轨距，114 km。1953年扩建为宽轨，线路全长231 km。 1998年停止客运。